# Гамачек, Ян
Ян Гамачек (чеш. Jan Hamáček; род. 4 ноября 1978, Млада-Болеслав, Среднечешский край) — чешский политик, с июня 2018 года до декабря 2021 года, являлся первым вице-премьером второго правительства Андрея Бабиша и министром внутренних дел. В период с июня по октябрь 2018 года и с 12 по 21 апреля 2021 года исполнял обязанности министра иностранных дел Чехии. С февраля 2018 года по 25 октября 2021 года председатель Чешской социал-демократической партии.

## Биография
Родился 4 ноября 1978 года в Млада-Болеславе. Отец Владимир Гамачек был ректором Университета Шкода Авто. Мать Дагмар Гамачкова была старшей медсестрой в младоболеславском роддоме. В период с 1997 по 2001 год обучался на философском факультете Карлова университета, однако обучение не завершил. В молодости был членом отряда морских скаутов.
От первого брака с Камилой Гамачковой имеет двух детей. В 2020 году развёлся и женился на Габриэле Клоудовой.

## Политическая деятельность
Политическую карьеру начал в молодёжной организации ЧСДП «Молодые социальные демократы» (чеш. Mladí sociální demokraté). В 2002—2006 годах занимал пост председателя организации. В 2006—2008 годах находился на должности вице-президента IUSY.
На парламентских выборах в 2006 году был избран депутатом парламента. В декабре 2012 года, был избран одним из заместителей председателя Палата депутатов Парламента Чешской Республики.
На досрочных парламентских выборах, которые прошли в октябре 2013 года, был избран депутатом парламента. В ноябре 2013 года, был избран председателем Палата депутатов Парламента Чешской Республики.
На партийном съезде ЧСДП в феврале 2018 года был избран председателем партии и инициировал переговоры с Андреем Бабишем и движением ANO 2011 по созданию коалиционного правительства. В июне новое правительство было сформировано. Гамачек стал первым вице-премьером правительства, министром внутренних дел и временно исполняющим обязанности министра иностранных дел Чехии.
В марте 2020 года стал главой Центрального кризисного штаба Чешской республики, который был создан вследствие начала пандемии COVID-19.
На партийном съезде ЧСДП в апреле 2021 года был избран председателем партии, после чего попросил президента Чехии Милоша Земана отправить своего противника, министра иностранных дел Томаша Петршичека в отставку. Гамачек планировал, что новым министром станет Любомир Заоралек, однако тот отказался и остался министром культуры Чехии. До назначения нового министра иностранных дел Якуба Кульганека, Гамачек исполнял обязанности министра.
После поражения партии на парламентских выборов в октябре 2021 года, объявил, что 25 октября покинет должность председателя партии.

## Награды
- Почётный диплом Президента Азербайджанской Республики (8 ноября 2012 года, Азербайджан) — за вклад в развитие дружественных связей между Азербайджанской Республикой и Чешской Республикой[20].